# ディープサイレンス
ディープサイレンス (Deep Silence) とは日本の種牡馬である。半兄にセイウンスカイがいる。

## 経歴
2004年にニシノゴッドハンドという馬名で日本中央競馬会 (JRA) へ競走馬登録され、兄も所属した保田一隆厩舎へ入厩したが、屈腱炎を発症。中央競馬では出走することなく、ホッカイドウ競馬の桑原義光厩舎へ移籍した。移籍後にディープサイレンスと改名したが、結局競走馬としてはデビューできずに、太平洋ナショナルスタッドで種牡馬として繋養されることになった。不出走で種牡馬入りした例は、同じくサンデーサイレンスを父に持つエイシンサンディなどがいる。
日本軽種馬協会のデータベースによれば、種付け頭数は初年度の2007年からひと桁が続いている。初年度産駒は3頭が競走馬としてデビューし、いずれも地方競馬で勝利を挙げている。2014年種牡馬を引退。

## 血統表
| ディープサイレンスの血統サンデーサイレンス系／インブリード:5代までなし（アウトブリード） | ディープサイレンスの血統サンデーサイレンス系／インブリード:5代までなし（アウトブリード） | ディープサイレンスの血統サンデーサイレンス系／インブリード:5代までなし（アウトブリード） | （血統表の出典）            | （血統表の出典） |
| 父 *サンデーサイレンス Sunday Silence 1986 青鹿毛                                        | 父の父Halo 1969 黒鹿毛                                                                   | Hail to Reason                                                                           | Turn-to                     | Turn-to          |
| 父 *サンデーサイレンス Sunday Silence 1986 青鹿毛                                        | 父の父Halo 1969 黒鹿毛                                                                   | Hail to Reason                                                                           | Nothirdchance               |                  |
| 父 *サンデーサイレンス Sunday Silence 1986 青鹿毛                                        | 父の父Halo 1969 黒鹿毛                                                                   | Cosmah                                                                                   | Cosmic Bomb                 | Cosmic Bomb      |
| 父 *サンデーサイレンス Sunday Silence 1986 青鹿毛                                        | 父の父Halo 1969 黒鹿毛                                                                   | Cosmah                                                                                   | Almahmoud                   |                  |
| 父 *サンデーサイレンス Sunday Silence 1986 青鹿毛                                        | 父の母Wishing Well 1975 鹿毛                                                             | Understanding                                                                            | Promised Land               | Promised Land    |
| 父 *サンデーサイレンス Sunday Silence 1986 青鹿毛                                        | 父の母Wishing Well 1975 鹿毛                                                             | Understanding                                                                            | Pretty Ways                 |                  |
| 父 *サンデーサイレンス Sunday Silence 1986 青鹿毛                                        | 父の母Wishing Well 1975 鹿毛                                                             | Mountain Flower                                                                          | Montparnasse                | Montparnasse     |
| 父 *サンデーサイレンス Sunday Silence 1986 青鹿毛                                        | 父の母Wishing Well 1975 鹿毛                                                             | Mountain Flower                                                                          | Edelweiss                   |                  |
| 母 シスターミル 1990 栃栗毛                                                              | 母の父*ミルジョージ Mill George 1975 鹿毛                                                | Mill Reef                                                                                | Never Bend                  | Never Bend       |
| 母 シスターミル 1990 栃栗毛                                                              | 母の父*ミルジョージ Mill George 1975 鹿毛                                                | Mill Reef                                                                                | Milan Mill                  |                  |
| 母 シスターミル 1990 栃栗毛                                                              | 母の父*ミルジョージ Mill George 1975 鹿毛                                                | Miss Charisma                                                                            | Ragusa                      | Ragusa           |
| 母 シスターミル 1990 栃栗毛                                                              | 母の父*ミルジョージ Mill George 1975 鹿毛                                                | Miss Charisma                                                                            | *マタテイナ Matatina        |                  |
| 母 シスターミル 1990 栃栗毛                                                              | 母の母スイトアンジュレ 1985 鹿毛                                                         | *モガミ Mogami                                                                           | Lyphard                     | Lyphard          |
| 母 シスターミル 1990 栃栗毛                                                              | 母の母スイトアンジュレ 1985 鹿毛                                                         | *モガミ Mogami                                                                           | *ノーラック No Luck         |                  |
| 母 シスターミル 1990 栃栗毛                                                              | 母の母スイトアンジュレ 1985 鹿毛                                                         | アンジュレスイート                                                                       | カーネルシンボリ            | カーネルシンボリ |
| 母 シスターミル 1990 栃栗毛                                                              | 母の母スイトアンジュレ 1985 鹿毛                                                         | アンジュレスイート                                                                       | *スイートフランス F-No.23-b |                  |